# أوكنة دقيقة الأزهار
أوكنة دقيقة الأزهار (الاسم العلمي:Ochna minutiflora) هي نوع من النباتات تتبع جنس الأوكنة من الفصيلة الأوكنية.